# Hari Chand

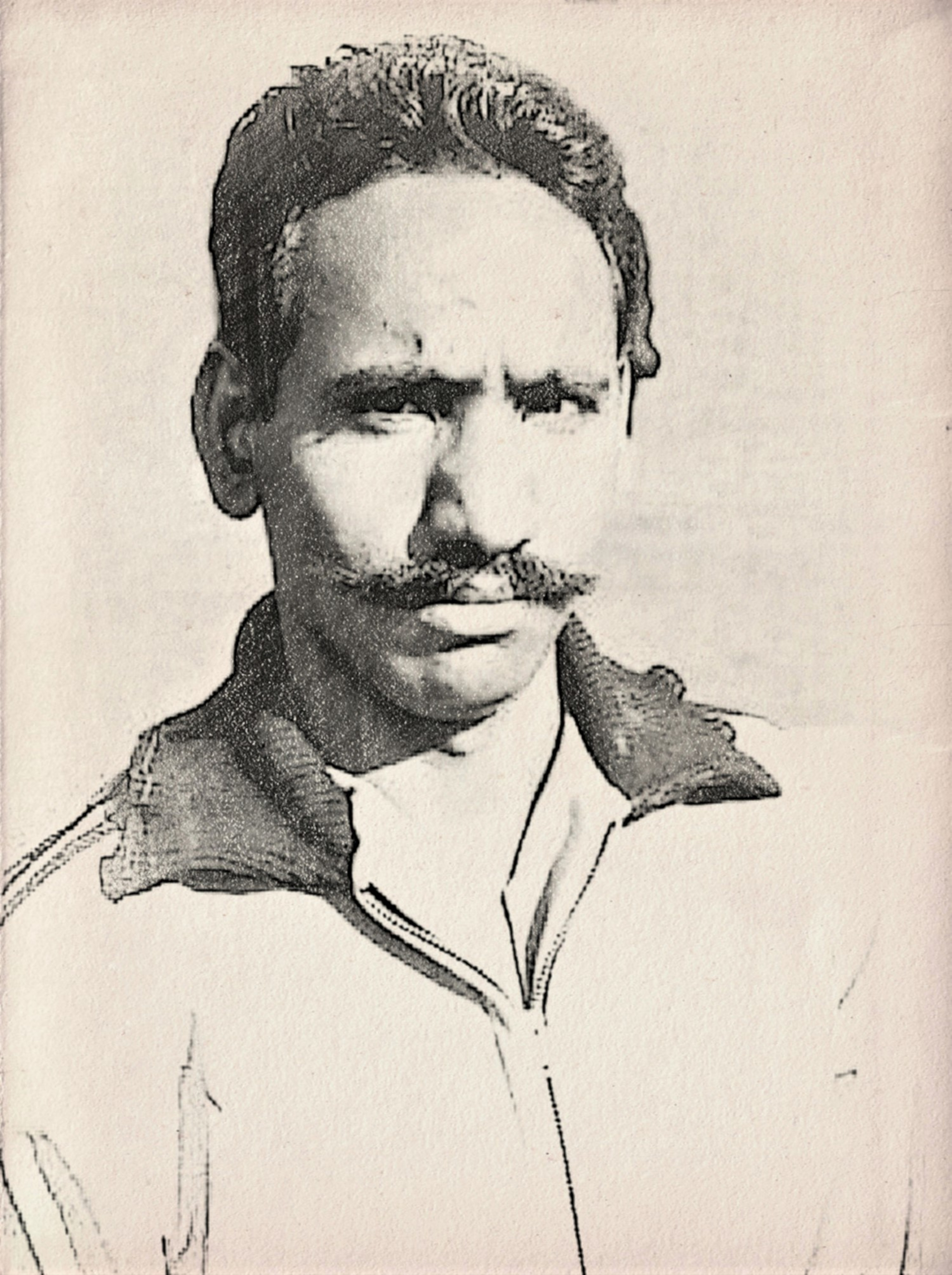
Hari Chand

Hari Chand (* 1. April 1953 in Hoshiarpur, Punjab; † 13. Juni 2022 ebenda) war ein indischer Langstreckenläufer.

## Karriere
National bekannt wurde Hari Chand erstmals 1974, als er den 10.000-Meter-Lauf im Rahmen einer Sportveranstaltung der indischen Polizei gewann. Im gleichen Jahr belegte er bei den Landesmeisterschaften Platz 2. Chand wurde für die indische Mannschaft der Leichtathletik-Asienmeisterschaften 1975 in Seoul nominiert. In der südkoreanischen Hauptstadt wurde er Asienmeister über 10.000 Meter. Über 5000 Meter gewann er Silber. Für seine Leistung wurde er mit dem Arjuna Award ausgezeichnet.
1976 reiste er mit der indischen Mannschaft zu den Olympischen Spielen nach Montreal. Chand belegte in seinem Vorlauf nur Platz 8 und konnte sich somit nicht für das Finale qualifizieren. Bei den Asienspielen 1978 in Bangkok gelang ihm ein Doppelsieg über 10.000 und 5000 Meter.
Chand begann für den Marathonlauf zu trainieren. Seine Teilnahme an den Olympischen Spielen 1980 in Moskau war für ihn der erste Marathonlauf bei einem internationalen Wettbewerb. Mit elf Minuten Rückstand auf den Sieger (Waldemar Cierpinski aus der DDR) belegte er Platz 31 von 53 Athleten.